# Pasman (Argentina)
Pasman es una localidad argentina perteneciente al partido de Coronel Suárez, ubicado en el interior de la provincia de Buenos Aires.

## Ubicación
Se encuentra a 35 km al noroeste de la ciudad de Coronel Suárez, a través de la ruta provincial 85.

## Población
Cuenta con 200 habitantes (enero 2024)
| Gráfica de evolución demográfica de Pasman entre 1991 y 2010 |
|                                                              |
| Fuente: Censos nacionales del INDEC                          |

## Toponimia
Debe su nombre a Miles Pasman, fundador de la localidad y donante de las tierras donde fue edificada la estación ferroviaria.

## Ferrocarril
- Estación Pasman